# Icy Tower
Icy Tower je freewarová počítačová hra vytvořená designérem Johanem Peitzem ze švédského vývojářského studia Free Lunch Design. Cílem hry je dostat se tak vysoko, jak jen to je možné. Toho lze docílit skákáním po náhodně rozmístěných plošinkách.

## Herní principy
Věž, do které je hra umístěna, má nekonečnou výšku. Sestává z jednotlivých pater a každé patro je rozděleno na plošinky. Vaše herní postava bude zrychlovat, dokud je v pohybu. Čím vyšší rychlost nabere, tím vyšší a delší její skoky jsou.
Jakmile začnete zdolávat věž, spustí se stopky a kamera se začne pomalu pohybovat směrem nahoru. Aby to nebylo tak jednoduché, každých 30 sekund se ozve zvukové znamení a pohyb se zrychlí. Je nutné neustále držet tempo a nespadnout pod okraj obrazovky.

### Komba
| Počet pater | Kombo     |
| ----------- | --------- |
| 4–6         | Good      |
| 7–14        | Sweet     |
| 15–24       | Great     |
| 25–34       | Super     |
| 35–49       | Wow       |
| 50–69       | Amazing   |
| 70–99       | Extreme   |
| 100–139     | Fantastic |
| 140–199     | Splendid  |
| 200+        | No Way    |

Kombo skoky jsou tvořeny tak, že vyskočíte minimálně o dvě patra, alespoň dvakrát za sebou, a to v rozmezí dvou sekund. Pokud jsou tyto podmínky splněny, aktivuje se speciální „Kombo mód“. Ukazatel na levé straně obrazovky se začne plnit.
Pokud se ukazatel vyprázdní nebo hráč provede obyčejný skok, kombo skončí a hráč dostane bonusové skóre, které se spočítá jako druhá mocnina počtu překonaných pater v průběhu komba.

## Postavy
Verze 1.2 představila možnost hrát s upravenými postavami. Icy Tower má dvě základní: Harold the Homeboy a Disco Dave, a jednu šablonu, pomocí které lze vytvořit vlastní vzhled.